# Between the Earth and the Stars
Between the Earth and the Stars —en español: Entre la tierra y las estrellas— es el decimoséptimo álbum de estudio de la cantante galesa Bonnie Tyler, que fue lanzado el 15 de marzo de 2019 por earMUSIC. El álbum fue producido por David Mackay. Bonnie Tyler regresa con nuevas canciones después de un descanso de seis años. Al igual que su álbum anterior, Rocks and Honey, este álbum fue grabado en Nashville, Estados Unidos. Fue producido por David Mackay, quien trabajó con Tyler cuarenta años atrás.
El álbum contiene tres duetos, uno con el líder de la banda Status Quo, Francis Rossi; otro con Rod Stewart; y el tercero, con Cliff Richard.

## Grabación
En 2017, Tyler anunció que se había inspirado para grabar otro álbum después de escuchar «fantásticas canciones nuevas» escritas para ella por Kevin Dunne, quien tocó el bajo en su primera banda a principios de los años 70. En diciembre de 2016, visitó los estudios Cash Cabin  en Nashville, para comenzar a grabar. En 2018, Tyler anunció que estaría trabajando con David Mackay, quien coprodujo sus dos primeros álbumes, The World Starts Tonight (1977) y Natural Force (1978). Tyler y Mackay también colaboraron en el álbum Double Take (2016) de Frankie Miller.
En agosto de 2018, The Sun informó falsamente que Tyler había grabado un álbum de duetos con Rod Stewart. Tyler aclaró en otra entrevista con Kiss FM que solo habían grabado una canción, y más tarde revelaron que el título es «Battle of the Sexes».

## Promoción
Tyler anunció que se había reunido con David Mackay en Jane McDonald and Friends en marzo de 2018. En octubre, Tyler apareció en Good Morning America. Tocó en la Puerta de Brandenburgo en Berlín el 31 de diciembre de 2018 para promocionar su nuevo álbum y su próxima gira. El 22 de enero, el sitio web de Tyler se cerró, dejando un aviso que decía: «¡Vuelve para un anuncio emocionante el 31 de enero de 2019!» Su sitio web reabrió al día siguiente con un nuevo diseño, que presenta un video corto documental con vistas previas de pistas seleccionadas y entrevistas con Tyler y Mackay.

### Sencillos
El 1 de febrero de 2019, «Hold On» fue lanzado como el primer sencillo del álbum; posteriormente, el 15 de marzo de 2019, fue lanzado el segundo sencillo del álbum, Between the Earth and the Stars.

### Gira
El 28 de octubre de 2018, Tyler anunció que realizaría una gira europea para promocionar de Between the Earth and the Stars. La gira comenzará el 28 de abril de 2019 en el Circus Krone en Munich, Alemania, y concluirá el 1 de junio de 2019 en el W-Festival en Frankfurt, Alemania, con un total de 23 fechas en lugares de toda Alemania, Bélgica, Países Bajos, Suiza, Luxemburgo, Francia y Austria.

## Lista de canciones
| Standard edition |                                                    |                                                       |          |  |
| N.º              | Título                                             | Escritor(es)                                          | Duración |  |
| 1.               | «Hold On»                                          | David Mackay · Kevin Dunne                            | 3:18     |  |
| 2.               | «Battle of the Sexes» (con Rod Stewart)            | Chris Norman · Geoff Carlin                           | 3:47     |  |
| 3.               | «Slow Walk»                                        | Brian Cadd · John Belland                             | 3:13     |  |
| 4.               | «Seven Waves Away»                                 | Alexandra Gibb · Barry Gibb · Doug Emery · Steve Gibb | 3:44     |  |
| 5.               | «Someone's Rockin' Your Heart» (con Francis Rossi) | Francis Rossi · Bob Young                             | 3:01     |  |
| 6.               | «Older»                                            | Amy Wadge                                             | 3:41     |  |
| 7.               | «Taking Control» (con Cliff Richard)               | Womack                                                | 3:36     |  |
| 8.               | «Between the Earth and the Stars»                  | Richard Wold · John David                             | 3:55     |  |
| 9.               | «Don't Push Your Luck»                             | Stuart Emerson                                        | 3:07     |  |
| 10.              | «To the Moon and Back»                             | Amy Wadge                                             | 3:41     |  |
| 11.              | «Bad for Loving You»                               | Amy Wadge · Maguire                                   | 2:57     |  |
| 12.              | «Let's Go Crazy Tonight»                           | Huff · David Mackay · Beckett · Winchester            | 3:00     |  |
| 13.              | «Missing You»                                      | David Mackay · Kevin Dunne                            | 3:53     |  |
| 14.              | «Move»                                             | Rachel Morrison · Tom Morrison                        | 3:41     |  |

## Historial de lanzamientos
| Región         | Fecha               | Formato               | Discográfica |
| -------------- | ------------------- | --------------------- | ------------ |
| Francia        | 15 de marzo de 2019 | CD · Descarga digital | earMUSIC     |
| Alemania       | 15 de marzo de 2019 | CD · Descarga digital | earMUSIC     |
| Italia         | 15 de marzo de 2019 | CD · Descarga digital | earMUSIC     |
| España         | 22 de marzo de 2019 | CD · Descarga digital | earMUSIC     |
| Reino Unido    | 22 de marzo de 2019 | CD · Descarga digital | earMUSIC     |
| Estados Unidos | 12 de abril de 2019 | CD · Descarga digital | earMUSIC     |
| Canadá         | 12 de abril de 2019 | CD · Descarga digital | earMUSIC     |